# Agrostis acutiglumis
Agrostis acutiglumis é uma espécie de gramínea do gênero Agrostis, pertencente à família Poaceae.